# James Chamanga
James Chamanga (n. 2 de febrero de 1980 en Luanshya) es un futbolista de Zambia que juega como delantero del Red Arrows F.C. de la Primera División de Zambia y de la Zambia.

## Seleccionado Nacional
Chamanga hizo su debut internacional el 26 de febrero de 2005 contra Botsuana y cinco meses más tarde hizo su primer gol en la semifinal de la Copa Cosafa frente a Sudáfrica. 
Fue parte del Seleccionado Nacional de Zambia que participó en la Copa Africana de Naciones del 2006 y que quedó tercero en el Grupo C de la primera ronda de competencia, lo cual no les permitió acceder a los cuartos de final.
Anotó el primer gol de Zambia en el triunfo por 3-0 frente a Sudán (Copa Africana de Naciones del 2008). Chamanga también anotó el primer gol de Zambia contra Túnez en la Copa Africana de Naciones del 2006.

## Clubes
Sus buenas actuaciones junto al seleccionado nacional hizo que en el 2005 firmase un contrato con el Umtata Bush Bucks de la Premier Soccer League. Luego que el equipo perdiera la categoría en el 2006 firmó un contrato con el Supersport United donde fue el goleador del equipo en la temporada 2006-07.
Jugando para el Moroka Swallows anotó cinco goles en el triunfo 6-2 frente al Platinum Stars en un partido de liga el 9 de diciembre de 2007. Ello incluyó un triplete entre los minutos 20 y 24.
En abril de 2008, Chamanga pasó a jugar a China para al Dalian Shide, luego de anotar 14 tantos para el Moroka Swallows en la temporada previa.

## Trayectoria
| Club              | País      | Año               |
| ----------------- | --------- | ----------------- |
| City of Lusaka    | Zambia    | 2003              |
| National Assembly | Zambia    | 2003 - 2004       |
| Zanaco F.C.       | Zambia    | 2005              |
| Umtata Bush Bucks | Sudáfrica | 2005 – 2006       |
| Supersport United | Sudáfrica | 2006 - 2007       |
| Moroka Swallows   | Sudáfrica | 2007 – 2008       |
| Dalian Shide      | China     | 2008 - 2012       |
| Liaoning Whowin   | China     | 2013 - 2018       |
| Red Arrows F.C.   | Zambia    | 2021 - actualidad |